# Vladimir Vusatîi
Vladimir Vusatîi (n. 21 august 1954) este un fost fotbalist și actual antrenor de fotbal din Republica Moldova, care în prezent (din iunie 2014) este antrenorul principal al clubului FC Academia Chișinău.
De asemenea, prin cumul el este și antrenor al selecționatei de futsal a Moldovei.
Deține Licență PRO UEFA de antrenor.